# Brachymeria froggatti
Brachymeria froggatti är en stekelart som först beskrevs av Cameron 1912.  Brachymeria froggatti ingår i släktet Brachymeria och familjen bredlårsteklar. Inga underarter finns listade.